# Toraja

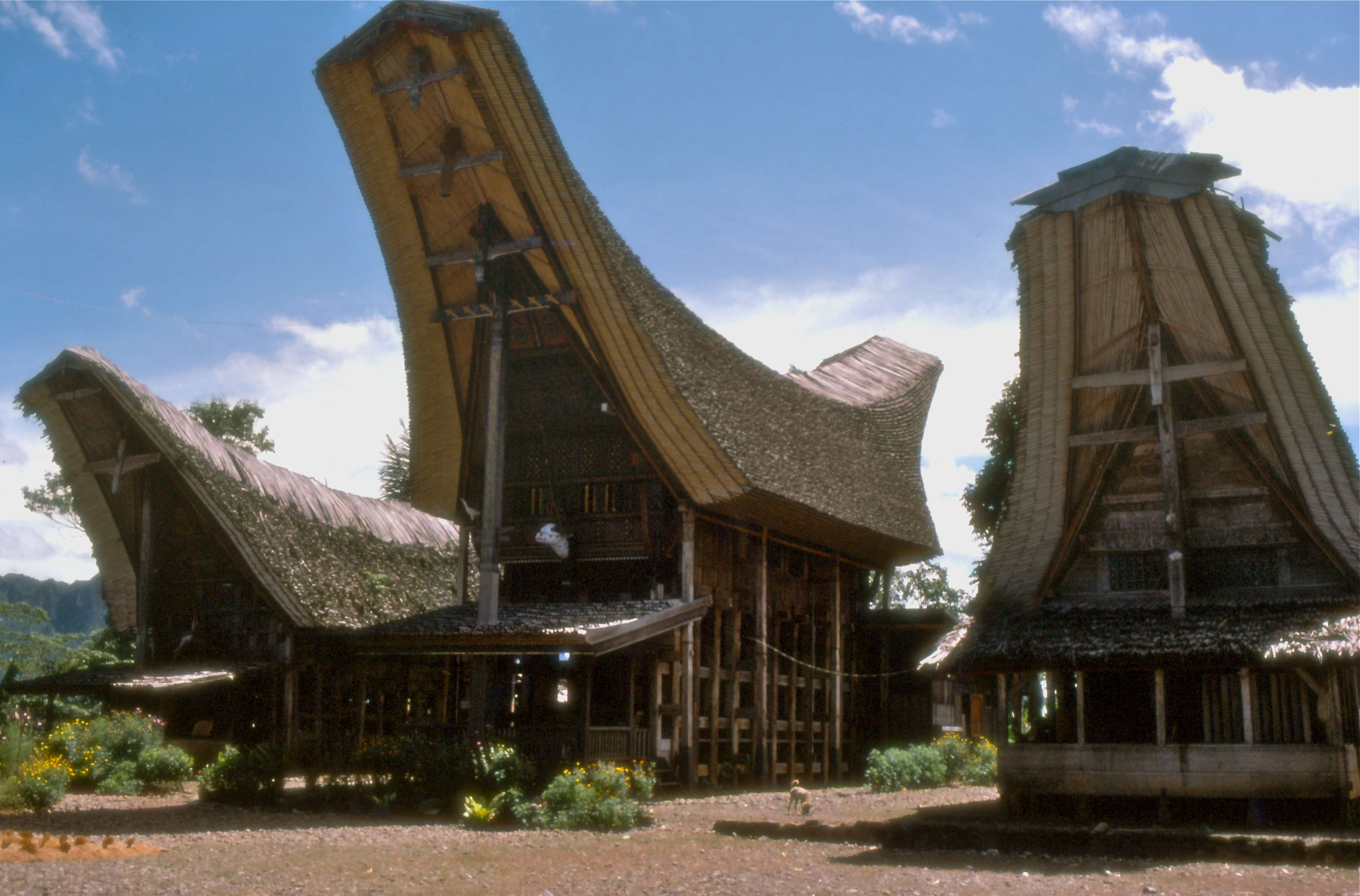
Cases típiques dels torajans

Els Toraja són un grup ètnic indígena de la regió muntanyenca del sud de Sulawesi, Indonèsia. Són uns 650.000, dels quals uns 450.000 viuen en la regència de Tana Toraja ("Terra de Toraja"). La majoria són cristians, altres són musulmans o animistes i en aquest cas les seves creences es coneixen amb el nom d'aluk ("el camí").
La paraula toraja prové de l'idioma dels Bugis:to riaja, que significa "gent de les terres altes". El govern colonial neerlandès els anomenà Toraja el 1909. Els torajans són molt coneguts pels seus molt elaborats ritus funeraris amb llocs d'enterrament excavats en penya-segats de roca, cases amb teulades amb punxes conegudes com a tongkonan, i escultures de fusta acolorides.